# Белоколодезянское сельское поселение
Белоколодезя́нское се́льское поселе́ние — упразднённое муниципальное образование в Шебекинском районе Белгородской области.
Административный центр — село Белый Колодезь.
19 апреля 2018 года упразднено при преобразовании Шебекинского района в Шебекинский городской округ.

## История
Белоколодезянское сельское поселение образовано 20 декабря 2004 года в соответствии с Законом Белгородской области № 159.

## Население
| 2010  | 2011  | 2012  | 2013  | 2014  | 2015  | 2016  |
| ----- | ----- | ----- | ----- | ----- | ----- | ----- |
| 1301  | →1301 | ↘1274 | ↘1254 | ↘1238 | ↘1212 | ↘1189 |
| 2017  | 2018  |       |       |       |       |       |
| ↘1177 | ↘1136 |       |       |       |       |       |

## Состав сельского поселения
| №  | Населённый пункт | Тип населённого пункта       | Население |
| -- | ---------------- | ---------------------------- | --------- |
| 1  | Александровка    | хутор                        | ↗9        |
| 2  | Артельное        | село                         | ↘403      |
| 3  | Ивановка         | хутор                        | ↘0        |
| 4  | Белый Колодезь   | село, административный центр | ↘420      |
| 5  | Караичное        | село                         | ↗124      |
| 6  | Красный          | хутор                        | ↘11       |
| 7  | Новый Путь       | хутор                        | ↘6        |
| 8  | Петровка         | хутор                        | ↗22       |
| 9  | Стрелица-Первая  | село                         | ↘297      |
| 10 | Широкий          | хутор                        | ↘9        |